# Dubissański Park Regionalny

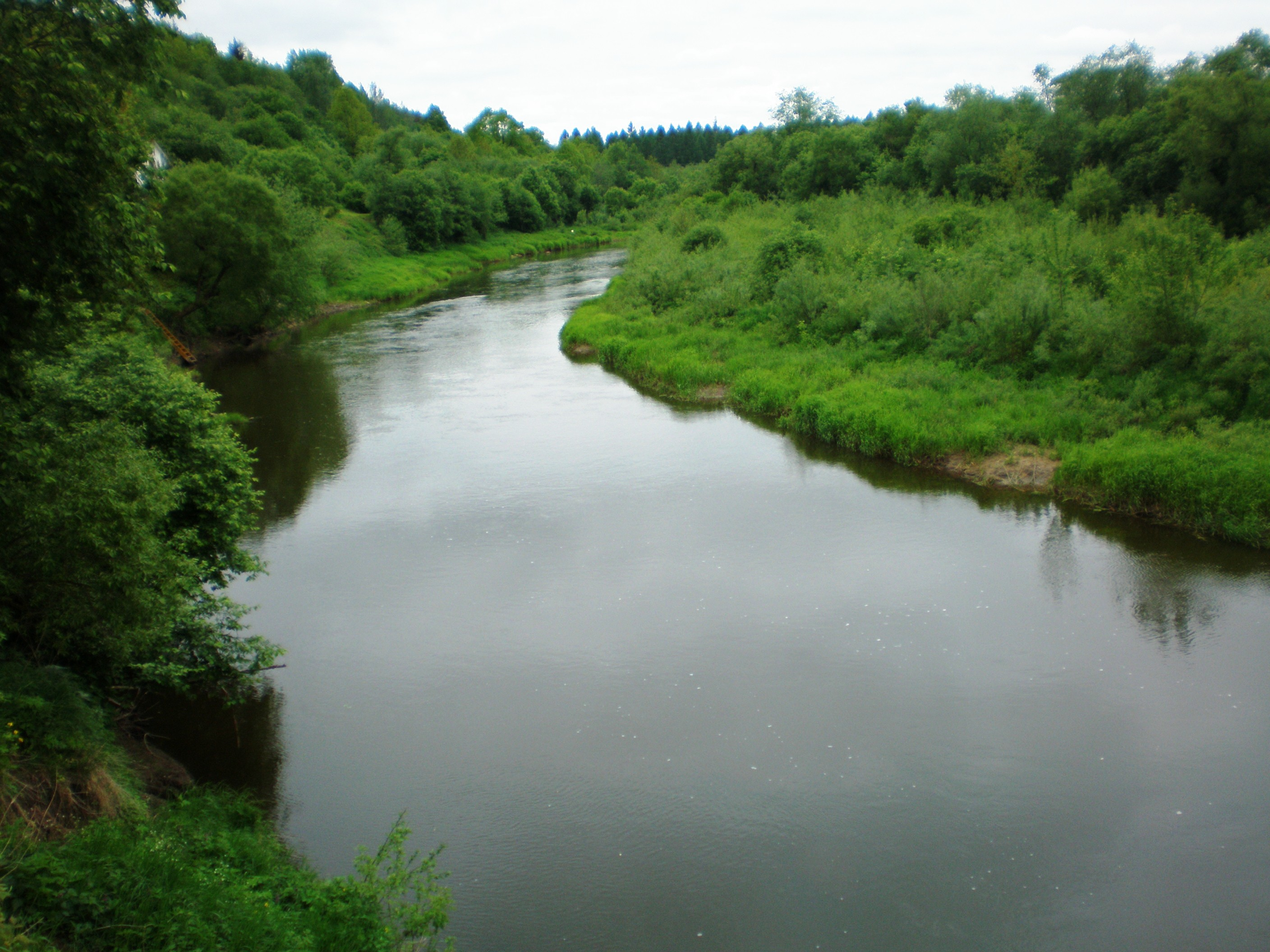
Rzeka Dubissa na terenie parku

Dubissański Park Regionalny (lit. Dubysos regioninis parkas) - park regionalny na Litwie, położony na Żmudzi, w pobliżu miejscowości Rosienie, w środkowym biegu rzeki Dubissy. Utworzony został w 1992 roku i obejmuje powierzchnię 10 571 ha.